# Deborah Howell
Deborah Howell (San Antonio, 15 de janeiro de 1941 – Nova Zelândia, 2 de janeiro de 2010) foi uma jornalista estadunidense, que atuou por três anos como ombudsman do The Washington Post.

## Carreira noWashington Post
Em 25 de fevereiro de 2005, Howell foi nomeado ombudsman do The Washington Post. Em 23 de outubro de 2005, Howell se apresentou aos leitores dizendo que tinha dois objetivos em mente: "promover o bom jornalismo e aumentar a compreensão entre o Post e seus leitores." 
Sua coluna de despedida foi publicada em 28 de dezembro de 2008. 
Howell faleceu aos 68 anos de idade, na Nova Zelândia, após ter sido atropelada por um automóvel.